# Szlak Rezerwatów Przyrody
 Szlak Rezerwatów Przyrody – szlak turystyczny w województwach łódzkim i śląskim w powiatach częstochowskim, kłobuckim i pajęczańskim, biegnący od stacji kolejowej Blachownia do stacji kolejowej Chorzew Siemkowice. Nazwa szlaku nawiązuje do rezerwatów przyrody przez które została poprowadzona jego trasa. Jego długość wynosi 95,5 km.

## Przebieg
| Odległość | Atrakcje                                        | Punkt                                     | Ilustracja | Skrzyżowania szlaków                                       |
| --------- | ----------------------------------------------- | ----------------------------------------- | ---------- | ---------------------------------------------------------- |
| 0,0 km    | kolej · autobus · cmentarz · pomnik · kościół   | Blachownia – stacja kolejowa              |            |                                                            |
| 1,5 km    |                                                 | Blachownia – rzeka Stradomka              |            |                                                            |
| 9,5 km    |                                                 | Kalej – skraj                             |            |                                                            |
| 13,5 km   |                                                 | droga Wręczyca-Kłobuck                    |            |                                                            |
| 14,5 km   | grodzisko · rezerwat roślinny                   | Grodzisko – Rezerwat przyrody Zamczysko   |            |                                                            |
| 15 km     | kościół · pomnik · cmentarz                     | Grodzisko – rzeka Czarna Oksza            |            |                                                            |
| 17,5 km   |                                                 | Niwa-Skrzeszów                            |            |                                                            |
| 20,5 km   | kościół · kolej · autobus                       | Kłobuck – rondo                           |            | początek i odejście Zielonego Szlaku Kłobuckiego do Mokrej |
| 23 km     | rezerwat roślinny · rezerwat faunistyczny       | Rezerwat przyrody Dębowa Góra             |            |                                                            |
| 30,2 km   | cmentarz · kościół · pomnik przyrody · klasztor | Truskolasy – kościół św. Mikołaja         |            |                                                            |
|           | kaplica · pomnik                                | Zamłynie                                  |            |                                                            |
|           |                                                 | Kawki                                     |            |                                                            |
| 37,5 km   |                                                 | Żerdzina                                  |            |                                                            |
| 41 km     |                                                 | Panki – stacja kolejowa                   |            |                                                            |
| 42 km     |                                                 | Zwierzyniec Trzeci                        |            |                                                            |
| 46 km     | rezerwat roślinny · rezerwat faunistyczny       | Rezerwat przyrody Modrzewiowa Góra        |            |                                                            |
| 51,5 km   | kościół · cmentarz żydowski                     | Krzepice – kościół                        |            |                                                            |
| 55,5 km   |                                                 | Zbrojewsko – okolice                      |            |                                                            |
| 59,5 km   | kościół · ruiny                                 | Danków – ruiny zamku                      |            |                                                            |
| 61,5 km   |                                                 | Lipie (powiat kłobucki)                   |            |                                                            |
|           |                                                 | Chałków                                   |            |                                                            |
| 66,5 km   | rezerwat geologiczny                            | Rezerwat przyrody Szachownica             |            |                                                            |
|           | jaskinia                                        | Draby                                     |            |                                                            |
| 71,7 km   |                                                 | Węże                                      |            |                                                            |
| 73 km     | rezerwat geologiczny                            | Rezerwat przyrody Węże                    |            |                                                            |
| 73,5 km   | jaskinia                                        | Bugaj                                     |            | ⋅połączenie ze Szlakiem Jury Wieluńskiej z Działoszyna     |
| 74 km     |                                                 | most na Warcie                            |            | ⋅odejście Szlaku Jury Wieluńskiej do Załęcza Wielkiego     |
| 74,2 km   | kościół                                         | Bobrowniki                                |            | skrzyżowanie ze szlakiem Działoszyn-Krzeczów               |
|           | park                                            | las Załęczańskiego Parku Krajobrazowego   |            |                                                            |
| 79,2 km   | rezerwat roślinny                               | Rezerwat przyrody Dąbrowa w Niżankowicach |            |                                                            |
| 84,5 km   | chata                                           | Mokre                                     |            |                                                            |
| 88 km     | rezerwat roślinny                               | Rezerwat przyrody Mokry Las               |            |                                                            |
| 90 km     | kościół                                         | Siemkowice – kościół                      |            |                                                            |
| 94,5 km   | kościół                                         | Chorzew – skrzyżowanie z torami           |            |                                                            |
| 95,5 km   | kolej                                           | Chorzew Siemkowice                        |            |                                                            |